# Кондратов (село)
Кондратов (укр. Кіндратів) — село в Турковской городской общине Самборского района Львовской области Украины.
Население по переписи 2001 года составляло 313 человек. Занимает площадь 1,3 км². Почтовый индекс — 82523. Телефонный код — 3269.